# Roseninsel (hồ Starnberg)

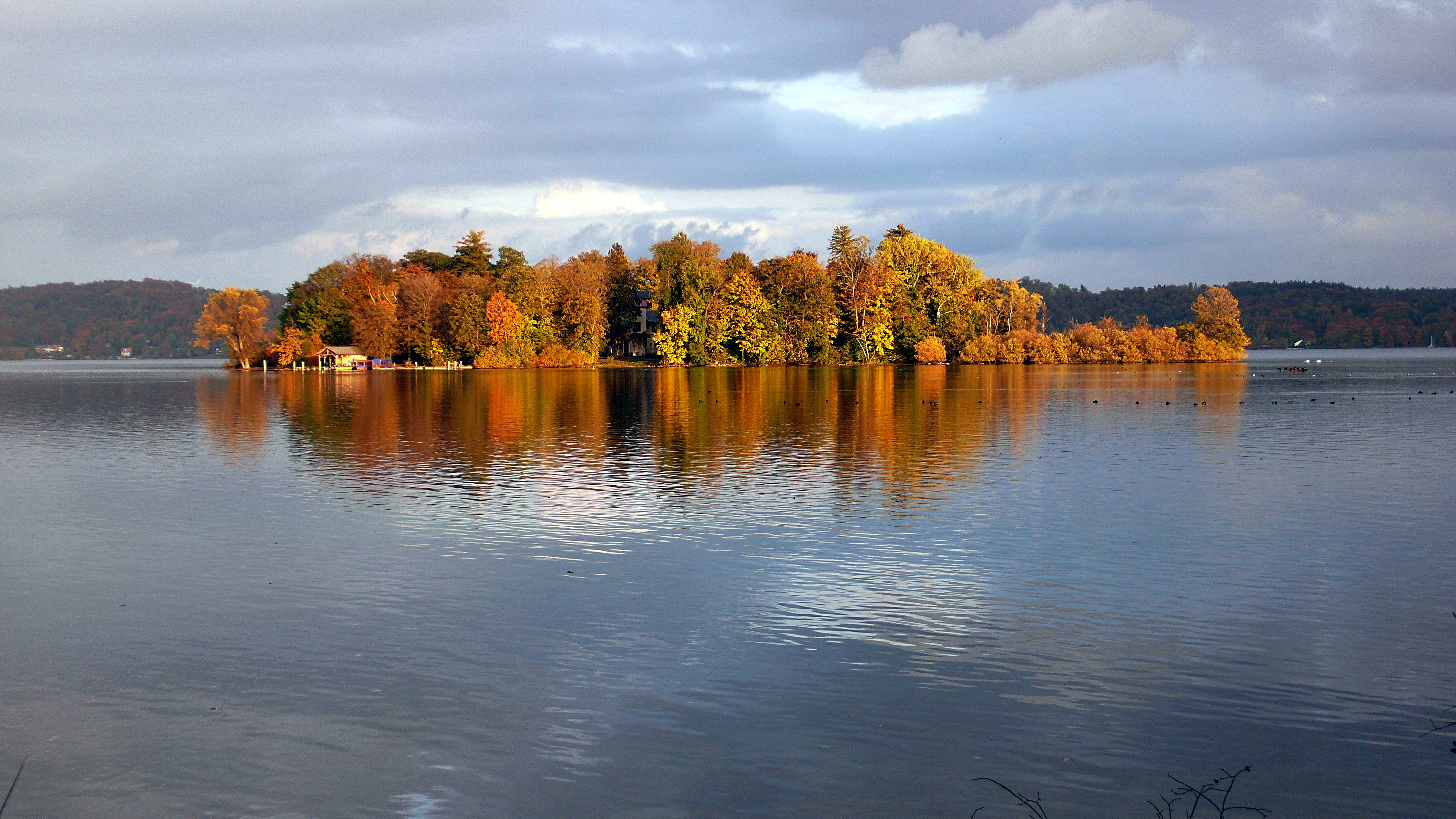
Roseninsel

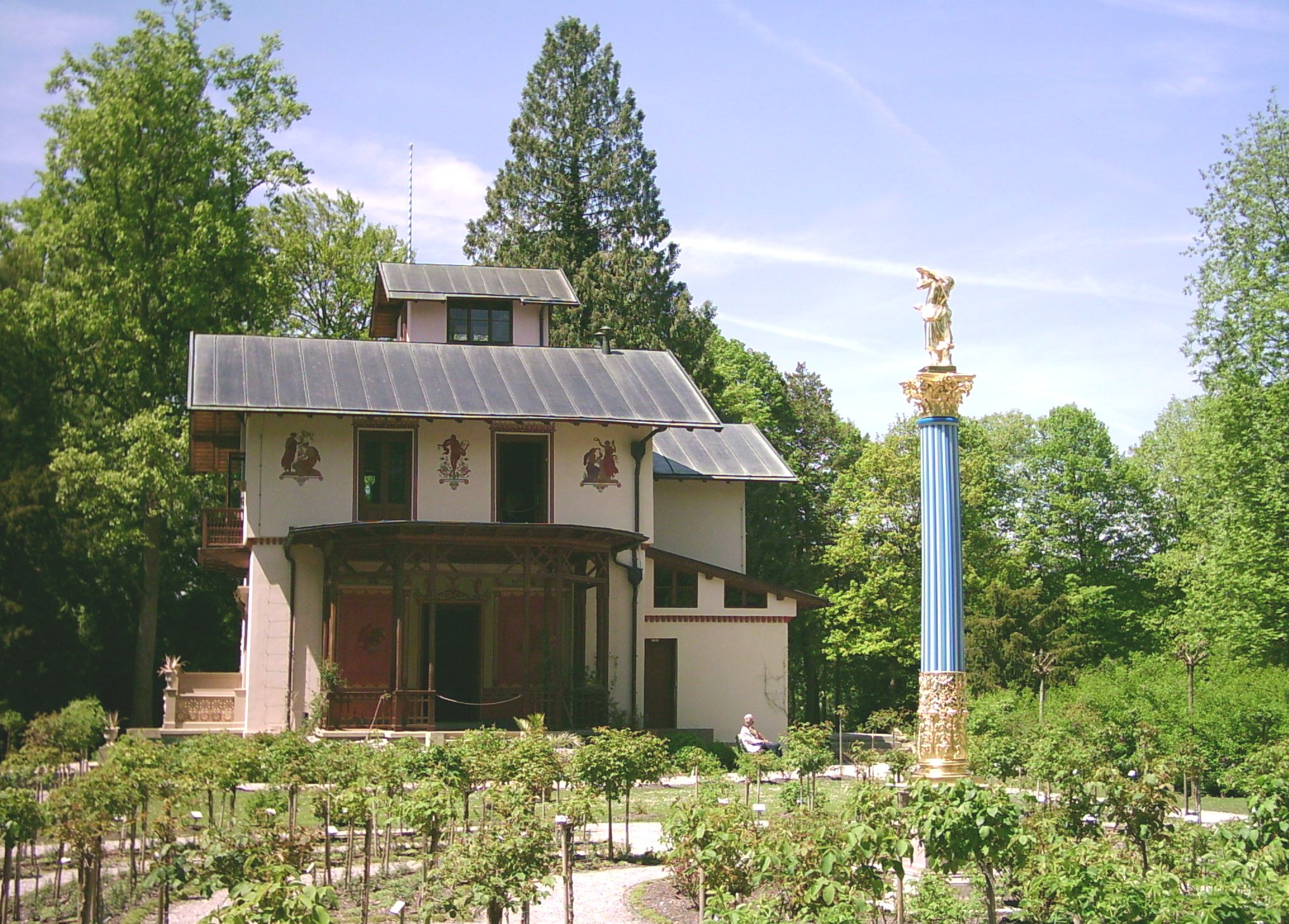
Vườn hồng và casino

Roseninsel ở Hồ Starnberg là hòn đảo duy nhất trong hồ, có một biệt thự hoàng gia của Vua Ludwig II của Bayern được vua cha ủy quyền. Ông đặc biệt gắn bó với nơi này và thường xuyên tu sửa, sửa sang lại khu vườn nhỏ và biệt thự, nơi được gọi là casino. Khách trên đảo là nhà soạn nhạc Richard Wagner, bạn thân của ông là Hoàng tử Paul của Thurn và Taxi, Hoàng hậu Elisabeth của Áo và Nữ nga hoàng Maria Alexandrovna của Nga. Biệt thự ngày nay là một bảo tàng nhỏ, mở cửa cho công chúng và có thể đến bằng một chuyến phà nhỏ từ cầu tàu Glockensteg ở công viên Feldafing.
Nó đã được công bố là một phần của danh sách Di sản Thế giới của UNESCO vào năm 2011 với tư cách là một trong 111 địa điểm thuộc loại nhà sàn tiền sử xung quanh dãy Alps.